# William Saliba
William Alain André Gabriel Saliba, noto semplicemente come William Saliba (Bondy, 24 marzo 2001), è un calciatore francese, difensore dell'Arsenal e della nazionale francese, con cui è diventato vicecampione del mondo nel 2022.

## Biografia
È nato in Francia da padre libanese e madre camerunese.

## Caratteristiche tecniche
Difensore centrale dal fisico imponente, è molto abile nel gioco aereo e nella fase difensiva. Nell'estate del 2019 è stato indicato dall'UEFA come uno dei 50 giovani più promettenti per la stagione successiva.

## Carriera

### Club

#### Saint-Étienne
Cresciuto nel settore giovanile del Saint-Étienne, ha esordito in prima squadra il 25 settembre 2018, nella partita di Ligue 1 vinto per 2-3 contro il Tolosa.

#### Arsenal e prestiti a Nizza e Marsiglia
Il 25 luglio 2019 viene acquistato dall'Arsenal, con cui firma un contratto pluriennale, restando in prestito al club francese per un'altra stagione. All'Arsenal non viene mai impiegato, ragion per cui il 4 gennaio 2021 viene ceduto in prestito al Nizza. Il 15 luglio 2021 viene ceduto in prestito all'Olympique Marsiglia.
Rientro all'Arsenal
Il 30 giugno 2022 rientra stabilmente nella prima squadra dei Gunners. Il 28 agosto successivo segna il suo primo goal nella trasferta vinta per 0-3 contro il Bournemouth. Il 18 settembre sblocca con un colpo di testa la trasferta vinta per 0-3 contro il Brentford. A suon di prestazioni decisive, si afferma come titolare al fianco di Gabriel Magalhanes.

### Nazionale
Viene convocato per la prima volta in nazionale maggiore nel marzo 2022 in sostituzione di Benjamin Pavard, positivo al COVID-19. Fa il suo esordio con la selezione transalpina il 25 del mese stesso in occasione dell'amichevole vinta 2-1 contro la Costa d'Avorio.

## Statistiche

### Presenze e reti nei club
Statistiche aggiornate al 23 luglio 2025
| Stagione             | Club                 | Campionato           | Campionato | Campionato | Coppe nazionali | Coppe nazionali | Coppe nazionali | Coppe continentali | Coppe continentali | Coppe continentali | Supercoppe | Supercoppe | Supercoppe | Totale | Totale |
| Stagione             | Club                 | Comp                 | Pres       | Reti       | Comp            | Pres            | Reti            | Comp               | Pres               | Reti               | Comp       | Pres       | Reti       | Pres   | Reti   |
| -------------------- | -------------------- | -------------------- | ---------- | ---------- | --------------- | --------------- | --------------- | ------------------ | ------------------ | ------------------ | ---------- | ---------- | ---------- | ------ | ------ |
| 2018-2019            | Saint-Étienne        | L1                   | 16         | 0          | CF+CdL          | 2+1             | 0               | -                  | -                  | -                  | -          | -          | -          | 19     | 0      |
| 2019-2020            | Saint-Étienne        | L1                   | 12         | 0          | CF+CdL          | 3+0             | 0               | UEL                | 2                  | 0                  | -          | -          | -          | 17     | 0      |
| Totale Saint-Étienne | Totale Saint-Étienne | Totale Saint-Étienne | 28         | 0          |                 | 6               | 0               |                    | 2                  | 0                  |            | -          | -          | 36     | 0      |
| 2020-gen. 2021       | Arsenal              | PL                   | 0          | 0          | FACup+CdL       | 0+0             | 0               | UEL                | 0                  | 0                  | CS         | 0          | 0          | 0      | 0      |
| gen.-giu. 2021       | Nizza                | L1                   | 20         | 1          | CF              | 2               | 0               | -                  | -                  | -                  | -          | -          | -          | 22     | 1      |
| 2021-2022            | Marsiglia            | L1                   | 36         | 0          | CF              | 3               | 0               | UEL+UECL           | 6+7                | 0                  | -          | -          | -          | 52     | 0      |
| 2022-2023            | Arsenal              | PL                   | 27         | 2          | FACup+CdL       | 1+1             | 0               | UEL                | 4                  | 1                  | -          | -          | -          | 33     | 3      |
| 2023-2024            | Arsenal              | PL                   | 38         | 2          | FACup+CdL       | 1+0             | 0               | UCL                | 10                 | 0                  | CS         | 1          | 0          | 50     | 2      |
| 2024-2025            | Arsenal              | PL                   | 35         | 2          | FACup+CdL       | 1+4             | 0               | UCL                | 11                 | 0                  | -          | -          | -          | 51     | 2      |
| 2025-2026            | Arsenal              | PL                   | 0          | 0          | FACup+CdL       | 0+0             | 0               | UCL                | 0                  | 0                  | -          | -          | -          | 0      | 0      |
| Totale Arsenal       | Totale Arsenal       | Totale Arsenal       | 100        | 6          |                 | 8               | 0               |                    | 25                 | 1                  |            | 1          | 0          | 133    | 7      |
| Totale carriera      | Totale carriera      | Totale carriera      | 184        | 7          |                 | 19              | 0               |                    | 40                 | 1                  |            | 1          | 0          | 244    | 8      |

### Cronologia presenze e reti in nazionale
| Cronologia completa delle presenze e delle reti in nazionale ― Francia | Cronologia completa delle presenze e delle reti in nazionale ― Francia | Cronologia completa delle presenze e delle reti in nazionale ― Francia | Cronologia completa delle presenze e delle reti in nazionale ― Francia | Cronologia completa delle presenze e delle reti in nazionale ― Francia | Cronologia completa delle presenze e delle reti in nazionale ― Francia | Cronologia completa delle presenze e delle reti in nazionale ― Francia | Cronologia completa delle presenze e delle reti in nazionale ― Francia |
| Data                                                                   | Città                                                                  | In casa                                                                | Risultato                                                              | Ospiti                                                                 | Competizione                                                           | Reti                                                                   | Note                                                                   |
| ---------------------------------------------------------------------- | ---------------------------------------------------------------------- | ---------------------------------------------------------------------- | ---------------------------------------------------------------------- | ---------------------------------------------------------------------- | ---------------------------------------------------------------------- | ---------------------------------------------------------------------- | ---------------------------------------------------------------------- |
| 25-3-2022                                                              | Marsiglia                                                              | Francia                                                                | 2 – 1                                                                  | Costa d'Avorio                                                         | Amichevole                                                             | -                                                                      | 58’                                                                    |
| 29-3-2022                                                              | Lille                                                                  | Francia                                                                | 5 – 0                                                                  | Sudafrica                                                              | Amichevole                                                             | -                                                                      |                                                                        |
| 3-6-2022                                                               | Saint-Denis                                                            | Francia                                                                | 1 – 2                                                                  | Danimarca                                                              | UEFA Nations League 2022-2023 - 1º turno                               | -                                                                      | 61’                                                                    |
| 6-6-2022                                                               | Spalato                                                                | Croazia                                                                | 1 – 1                                                                  | Francia                                                                | UEFA Nations League 2022-2023 - 1º turno                               | -                                                                      |                                                                        |
| 10-6-2022                                                              | Vienna                                                                 | Austria                                                                | 1 – 1                                                                  | Francia                                                                | UEFA Nations League 2022-2023 - 1º turno                               | -                                                                      |                                                                        |
| 22-9-2022                                                              | Saint-Denis                                                            | Francia                                                                | 2 – 0                                                                  | Austria                                                                | UEFA Nations League 2022-2023 - 1º turno                               | -                                                                      | 23’                                                                    |
| 25-9-2022                                                              | Saint-Denis                                                            | Francia                                                                | 0 – 2                                                                  | Danimarca                                                              | UEFA Nations League 2022-2023 - 1º turno                               | -                                                                      | 45’                                                                    |
| 30-11-2022                                                             | Al Rayyan                                                              | Tunisia                                                                | 1 – 0                                                                  | Francia                                                                | Mondiali 2022 - 1º turno                                               | -                                                                      | 63’                                                                    |
| 7-9-2023                                                               | Parigi                                                                 | Francia                                                                | 2 – 0                                                                  | Irlanda                                                                | Qual. Euro 2024                                                        | -                                                                      | 73’                                                                    |
| 12-9-2023                                                              | Dortmund                                                               | Germania                                                               | 2 – 1                                                                  | Francia                                                                | Amichevole                                                             | -                                                                      |                                                                        |
| 18-11-2023                                                             | Nizza                                                                  | Francia                                                                | 14 – 0                                                                 | Gibilterra                                                             | Qual. Euro 2024                                                        | -                                                                      | 81’                                                                    |
| 21-11-2023                                                             | Atene                                                                  | Grecia                                                                 | 2 – 2                                                                  | Francia                                                                | Qual. Euro 2024                                                        | -                                                                      |                                                                        |
| 26-3-2024                                                              | Marsiglia                                                              | Francia                                                                | 3 – 2                                                                  | Cile                                                                   | Amichevole                                                             | -                                                                      |                                                                        |
| 5-6-2024                                                               | Metz                                                                   | Francia                                                                | 3 – 0                                                                  | Lussemburgo                                                            | Amichevole                                                             | -                                                                      | 46’                                                                    |
| 9-6-2024                                                               | Bordeaux                                                               | Francia                                                                | 0 – 0                                                                  | Canada                                                                 | Amichevole                                                             | -                                                                      |                                                                        |
| 17-6-2024                                                              | Düsseldorf                                                             | Austria                                                                | 0 – 1                                                                  | Francia                                                                | Euro 2024 - 1º turno                                                   | -                                                                      |                                                                        |
| 21-6-2024                                                              | Lipsia                                                                 | Paesi Bassi                                                            | 0 – 0                                                                  | Francia                                                                | Euro 2024 - 1º turno                                                   | -                                                                      |                                                                        |
| 25-6-2024                                                              | Dortmund                                                               | Francia                                                                | 1 – 1                                                                  | Polonia                                                                | Euro 2024 - 1º turno                                                   | -                                                                      |                                                                        |
| 1-7-2024                                                               | Düsseldorf                                                             | Francia                                                                | 1 – 0                                                                  | Belgio                                                                 | Euro 2024 - Ottavi di finale                                           | -                                                                      |                                                                        |
| 5-7-2024                                                               | Amburgo                                                                | Portogallo                                                             | 0 – 0 dts (3 – 5 dtr)                                                  | Francia                                                                | Euro 2024 - Quarti di finale                                           | -                                                                      | 84’                                                                    |
| 9-7-2024                                                               | Monaco di Baviera                                                      | Spagna                                                                 | 2 – 1                                                                  | Francia                                                                | Euro 2024 - Semifinale                                                 | -                                                                      |                                                                        |
| 6-9-2024                                                               | Parigi                                                                 | Francia                                                                | 1 – 3                                                                  | Italia                                                                 | UEFA Nations League 2024-2025 - 1º turno                               | -                                                                      |                                                                        |
| 9-9-2024                                                               | Lione                                                                  | Francia                                                                | 2 – 0                                                                  | Belgio                                                                 | UEFA Nations League 2024-2025 - 1º turno                               | -                                                                      |                                                                        |
| 10-10-2024                                                             | Budapest                                                               | Israele                                                                | 1 – 4                                                                  | Francia                                                                | UEFA Nations League 2024-2025 - 1º turno                               | -                                                                      |                                                                        |
| 14-10-2024                                                             | Bruxelles                                                              | Belgio                                                                 | 1 – 2                                                                  | Francia                                                                | UEFA Nations League 2024-2025 - 1º turno                               | -                                                                      | 22’                                                                    |
| 17-11-2024                                                             | Milano                                                                 | Italia                                                                 | 1 – 3                                                                  | Francia                                                                | UEFA Nations League 2024-2025 - 1º turno                               | -                                                                      |                                                                        |
| 20-3-2025                                                              | Spalato                                                                | Croazia                                                                | 2 – 0                                                                  | Francia                                                                | UEFA Nations League 2024-2025 - Quarti di finale                       | -                                                                      |                                                                        |
| 23-3-2025                                                              | Saint-Denis                                                            | Francia                                                                | 2 – 0 dts (5 – 4 dtr)                                                  | Croazia                                                                | UEFA Nations League 2024-2025 - Quarti di finale                       | -                                                                      |                                                                        |
| Totale                                                                 |                                                                        | Presenze                                                               | 27                                                                     |                                                                        | Reti                                                                   | 0                                                                      |                                                                        |

## Palmarès

### Club
- Community Shield: 2

Arsenal: 2020, 2023

### Individuale
- Trophées UNFP du football: 2

Miglior giovane della Ligue 1: 2022
Squadra ideale della Ligue 1: 2022
- Squadra dell'anno della PFA: 2

2022-2023, 2024-2025
- XI All Star Team del campionato d'Europa: 1

Germania 2024